# Joseph Guérard
Joseph Guérard, né à Loudéac le 22 janvier 1846 et mort à Coutances le 19 juillet 1924, fut un homme d'Église, évêque de Coutances et d'Avranches.

## Éléments biographiques
Joseph Guérard est né à Loudéac, fils d'Aimable Guérard, qui fut commandant de gendarmerie à Rennes, et d'Esther Saffray. Il était le frère aîné de Charles et de Louis Guérard, et les trois enfants du couple Guérard furent prêtres.
Ordonné prêtre le 13 mars 1869. Avant d'accéder au siège épiscopal de Coutances, Joseph avait été professeur au collège Saint-Vincent, vicaire à la basilique Saint-Sauveur de Rennes, chanoine et secrétaire de l'archevêché. C'est en 1898 que Joseph Guérard fut nommé évêque de Coutances. Préconisé à Rennes le 28 novembre 1898, sacré le 2 février 1899, il est le dernier évêque concordataire du diocèse.
Il a laissé la réputation d'être un chef bon, austère, et, de surcroît, autoritaire comme son père. Pendant son épiscopat, il eut à gérer plusieurs dossiers délicats dont celui de l'application des lois de 1901 et 1904 sur les congrégations et de celle de la séparation des Églises et de l'État en 1905.

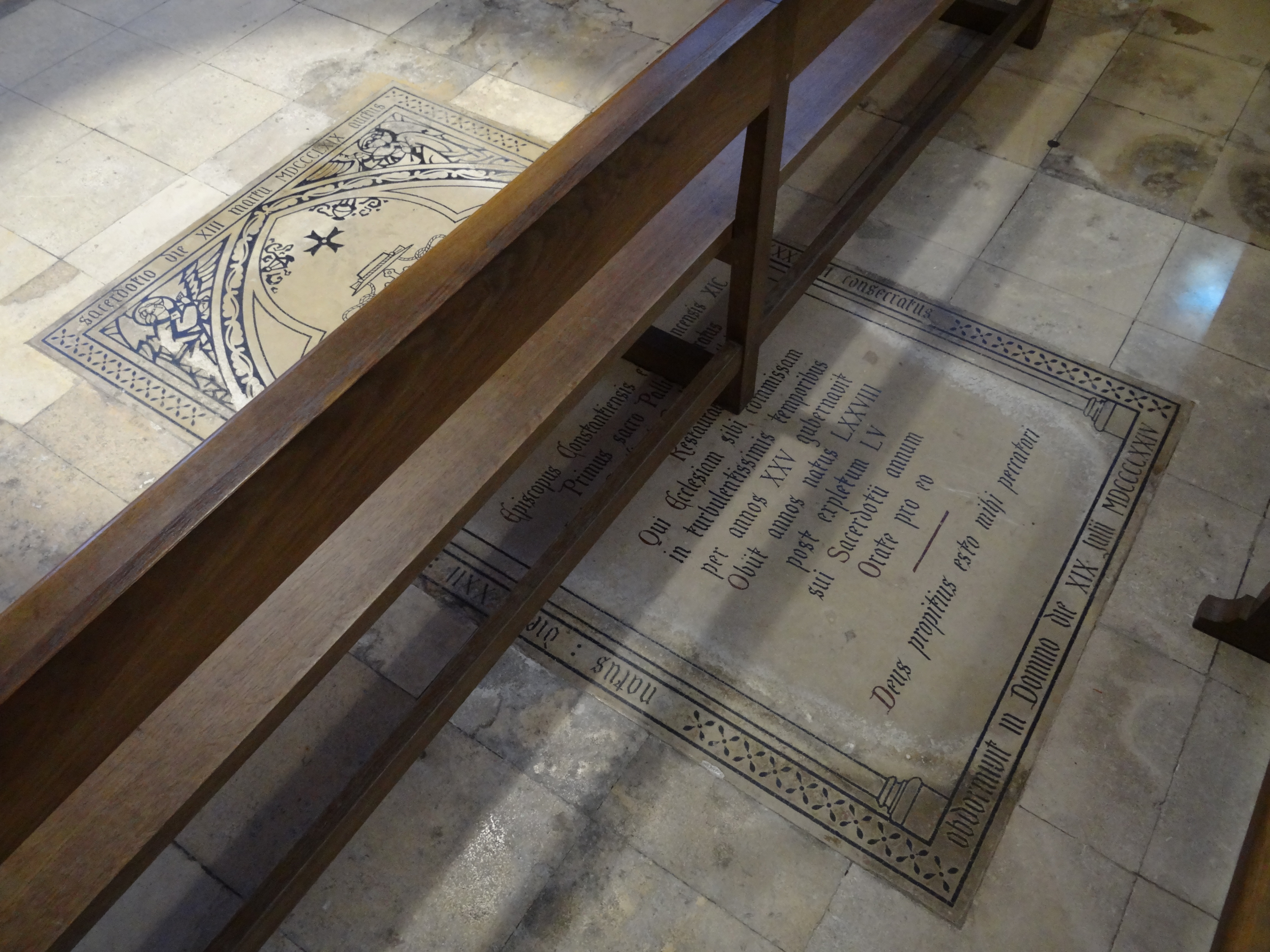
La tombe de Joseph Guérard dans la chapelle Saint-Jean de la cathédrale de Coutances.

Il fit faire transférer dans sa cathédrale le corps de Marie des Vallées, la sainte mystique de Coutances, et demanda à être inhumé auprès d'elle.

## Armes
| Blason | Blasonnement : Taillé : d'hermines à la Vierge assise d'argent et d'azur au Mont-Saint-Michel d'argent. |

## Devise
Scio cui credidi.